# Chamaeza ruficauda
Il tordo formichiero codarossiccia o formicario codarossiccia, anche noto come tordo formichiero brasiliano o formicario brasiliano (Chamaeza ruficauda Cabanis & Heine, 1860) è un uccello passeriforme della famiglia Formicariidae.

## Etimologia
Il nome scientifico della specie, ruficauda, deriva dal latino e significa "dalla coda rossa", in riferimento alla livrea di questi uccelli: il loro nome comune altro non è che la traduzione di quello scientifico.

## Descrizione

### Dimensioni
Misura 19-19,5 cm di lunghezza, per 63,5-125 g di peso.

### Aspetto
Si tratta di uccelli dall'aspetto paffuto e massiccio, muniti di testa arrotondata con becco sottile e appuntito, ali corte e arrotondate, zampe allungate e coda corta e squadrata.
Il piumaggio si presenta di colore bruno su calotta (fronte, vertice e nuca), dorso, ali e coda, con tendenza ad assumere sfumature color ruggine sul dorso e sulla testa: il codione è di colore rossiccio (da cui il nome comune ed il nome scientifico di questi uccelli), mentre l'area fra becco e occhi è di colore nero a formare una mascherina, sottolineata superiormente dal sopracciglio bianco (che in questa specie, a differenza di altre specie congeneri), non parte dai lati del becco ma dall'area sopra l'occhio) e da una banda guanciale dello stesso colore. La gola è anch'essa bianca, mentre gola, petto, fianchi e ventre si presentano anch'essi di colore bianco, ma con le singole penne con base e parte centrale di colore nero, a dare all'area un aspetto screziato che si estende anche al sottocoda, che si presenta però di colore beige-aranciato.
Il becco è nerastro, mentre le zampe sono di colore carnicino: gli occhi sono invece di colore bruno scuro.

## Biologia
Si tratta di uccelli dalle abitudini di vita essenzialmente diurne, che vivono da soli o in coppie e passano gran parte della giornata alla ricerca di cibo al suolo, pronti a nascondersi nel folto della vegetazione al minimo segnale di pericolo.
Il richiamo del tordo formichiero brasiliano è corto (3-4 secondi) e costituito da una rapidissima (12-15 al secondo) serie ascendente di richiami, che ricorda un gracidio o una bottiglia che si riempie. 

### Alimentazione
La dieta di questi animali è essenzialmente insettivora, componendosi in massima parte di insetti e ragni, ma comprendendo anche altri piccoli invertebrati e sporadicamente anche bacche e piccoli frutti maturi.

### Riproduzione
I dati riguardanti la riproduzione di questi uccelli si limitano all'osservazione di un nido (una struttura globosa di materiale vegetale ubicata nella cavità naturale di un tronco) in dicembre, contenente giovani già perfettamente impiumati che però venivano ancora imbeccati da ambedue i genitori: si ritiene che l'evento riproduttivo di questi animali non differisca significativamente, per modalità e tempistiche, da quanto osservabile nelle specie congeneri.

## Distribuzione e habitat
Il tordo formichiero codarossiccia occupa la fascia costiera del Brasile sud-orientale, dal Minas Gerais orientale e dall'Espírito Santo settentrionale al Rio Grande do Sul: questi uccelli "sconfinano" per un breve tratto anche nella provincia di Misiones, in Argentina nord-orientale.
L'habitat di questi uccelli è rappresentato dalla mata atlantica montana, con predilezione per le zone mature e con buona copertura di sottobosco, sia primarie che secondarie, generalmente a quota maggiore rispetto ai simpatrici formicario codacorta e formicario di Such.